# كيني هي
كيني هي (بالصينية: 何家勁) هو مغني وممثل صيني، ولد في 29 ديسمبر 1959 بهونغ كونغ في الصين.

## وصلات خارجية
- كيني هي على موقع IMDb (الإنجليزية)
- كيني هي على موقع ميوزك برينز (الإنجليزية)
- كيني هي على موقع أول موفي (الإنجليزية)
- كيني هي على موقع ديسكوغز (الإنجليزية)
- كيني هي على موقع قاعدة بيانات الفيلم (الإنجليزية)